# Staurostichus consobrinus
Staurostichus consobrinus är en tvåvingeart som först beskrevs av Macquart 1847.  Staurostichus consobrinus ingår i släktet Staurostichus och familjen svävflugor. Inga underarter finns listade i Catalogue of Life.